# طيطان
الطيطان أو حِلّزَة أو زنبق عنكبوتي أو نرجس عنكبوتي أو البنقراطيون (باللاتينية: Pancratium) جنس نباتي ينتمي إلى الفصيلة النرجسية. يضم حوالي عشرين نوعًا مقبولا.

## من أنواعه
- الطيطان البحري (باللاتينية: Pancratium maritimum ) في بلاد الشام ومصر والمغرب العربي وعموم حوض البحر الأبيض المتوسط والبلقان
- الطيطان ثلاثي الأسدية (باللاتينية: Pancratium trianthum) في المغرب العربي
- طيطان سيكنبرغر (باللاتينية: Pancratium sickenbergeri) في بلاد الشام ومصر
- الطيطان العربي (باللاتينية: Pancratium arabicum) في مصر
- الطيطان الكريه (باللاتينية: Pancratium foetidum) في المغرب العربي
- الطيطان المعوج (باللاتينية: Pancratium tortuosum) في مصر
- حلزة نجمية (باللاتينية: Pancratium illyricum )
- الطيطان السيلاني (باللاتينية: Pancratium zeylanicum) في الهند وجزر المحيط الهندي